# Kyle Porter
Kyle Neville Porter (ur. 19 stycznia 1990 w Toronto) – piłkarz kanadyjski pochodzenia jamajskiego grający na pozycji bocznego pomocnika. Od 2019 jest zawodnikiem klubu York 9 FC.

## Kariera klubowa
Swoją karierę piłkarską Porter rozpoczął w Mississauga Falcons. Następnie w 2007 roku podjął treningi w Vancouver Whitecaps. W 2008 roku został zawodnikiem zespołu U-23. W 2008 roku został wypożyczony do Energie Cottbus, gdzie grał w rezerwach. W 2010 roku wrócił do Vancouver Whitecaps. Grał w nim do końca roku.
W 2011 roku Porter przeszedł do FC Edmonton grającego w NASL. Zadebiutował w nim 2 maja 2011 w przegranym 0:5 domowym meczu z Montreal Impact. Zawodnikiem FC Edmonton był do końca 2012 roku.
W 2013 roku Poter został piłkarzem występującego w Major League Soccer, DC United. Swój debiut w nim zaliczył 3 marca 2013 w przegranym 0:2 wyjazdowym spotkaniu z Houston Dynamo. W 2014 był z niego wypożyczony do Richmond Kickers. W 2015 grał w klubie Atlanta Silverbacks, a w 2016 przeszedł do Ottawa Fury.
| Sezon   | Klub                          | Kraj              | Rozgrywki               | Mecze | Bramki |
| ------- | ----------------------------- | ----------------- | ----------------------- | ----- | ------ |
| 2008    | Vancouver Whitecaps Residency | Stany Zjednoczone | PDL Northwest Division  | 10    | 5      |
| 2008/09 | Energie Cottbus II            | Niemcy            | Regionalliga            | 5     | 1      |
| 2009/10 | Energie Cottbus II            | Niemcy            | Oberliga                | 12    | 1      |
| 2010    | Vancouver Whitecaps           | Kanada            | USSF Division 2         | 1     | 0      |
| 2011    | FC Edmonton                   | Kanada            | NASL                    | 23    | 7      |
| 2012    | FC Edmonton                   | Kanada            | NASL                    | 24    | 5      |
| 2013    | DC United                     | Stany Zjednoczone | MLS                     | 27    | 3      |
| 2014    | Richmond Kickers              | Stany Zjednoczone | USL Pro                 | 6     | 4      |
| 2014    | DC United                     | Stany Zjednoczone | MLS                     | 5     | 0      |
| 2015    | Atlanta Silverbacks           | Stany Zjednoczone | NASL                    | 29    | 2      |
| 2016    | Ottawa Fury                   | Kanada            | NASL                    | 15    | 0      |
| 2017    | Tampa Bay Rowdies             | Stany Zjednoczone | USL                     | 11    | 0      |
| 2018    | Ottawa Fury                   | Kanada            | USL                     | 3     | 0      |
| 2018    | Tampa Bay Rowdies             | Stany Zjednoczone | USL                     | 5     | 0      |
| 2019    | York 9 FC                     | Kanada            | Canadian Premier League |       |        |

## Kariera reprezentacyjna
W swojej karierze Porter grał w młodzieżowych reprezentacjach Kanady. W dorosłej reprezentacji Kanady zadebiutował 30 stycznia 2013 roku w zremisowanym 0:0 towarzyskim meczu ze Stanami Zjednoczonymi, rozegranym w Houston. W 2013 roku został powołany do kadry na Złoty Puchar CONCACAF 2013.